# Chaudeyrolles

Chaudeyrolles (Chaudairòlas în occitană) este o comună în departamentul Haute-Loire, Franța. În 2009 avea o populație de 103 de locuitori.